# Wallburgen der Latènezeit in Westfalen-Lippe

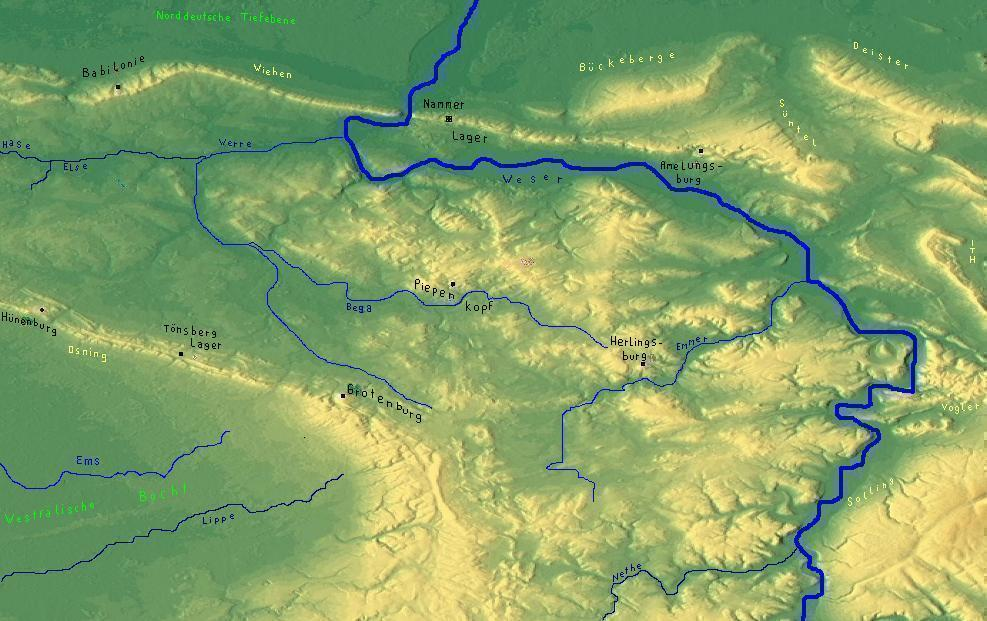
Latènezeitliche Wallburgen im Weserbogen

Die Wallburgen der Latènezeit in Westfalen-Lippe sind archäologische Fundstätten auf dem Gebiet Westfalen-Lippe, also im östlichen Teil von Nordrhein-Westfalen. Unter anderem lassen sich folgende Wallburgen auf die Latènezeit zurückführen:
Wiehengebirge/Wesergebirge/Süntel:
- Schnippenburg (16 ha)
- Babilonie (12 ha)
- Dehmer Burg (8 ha)
- Wittekindsburg
- Nammer Lager

Lipper Bergland:
- Herlingsburg (6 ha)
- Rodenstatt (12 ha)
- Piepenkopf (7 ha)
- Amelungsburg bei Dörentrup

Teutoburger Wald (früher Osning):
- Grotenburg bei Detmold (11 ha)
- Tönsberg bei Oerlinghausen (15 ha)
- Hünenburg bei Bielefeld (3 ha)
- Schweinskopf
- Schnippenburg
- Wallburg Gellinghausen

Sauerland:
- Burg Borghausen
- Eresburg
- Wilzenberg
- Hofkühl